# Modulazione Sigma-Delta
La modulazione Sigma-Delta (ΣΔ; o Delta-Sigma, ΔΣ) è un metodo per tradurre segnali ad alta risoluzione in segnali a bassa risoluzione tramite l'uso della modulazione a densità di impulsi. Questa tecnica ha visto accrescere il proprio utilizzo in una vasta gamma di componenti elettronici moderni, come convertitori analogico-digitali, i sintetizzatori di frequenza, gli alimentatori switched, e il controllo dei motori. Uno dei primi e più diffusi utilizzi della modulazione sigma-delta è la conversione dei dati. Un circuito ADC o un DAC che implementa questa tecnica può raggiungere facilmente una risoluzione molto elevata, utilizzando anche una tecnologia CMOS a basso costo, cioè la tecnologia utilizzata per produrre i circuiti integrati digitali; per questo motivo, anche se la modulazione sigma-delta fu presentata per la prima volta all'inizio degli anni sessanta, si è diffusa solo di recente, procedendo passo passo con l'affinamento delle tecnologie in silicio. Quasi tutti i produttori di circuiti integrati analogici offrono convertitori sigma-delta.

## Conversione analogico-digitale
Per il convertitore analogico-digitale (ADC), questo metodo può essere pensato come un oscillatore controllato in tensione, dove la tensione di comando è la tensione da misurare, e dove la linearità e la proporzionalità sono determinate da una retroazione negativa.
L'uscita dell'oscillatore è rappresentata da un treno di impulsi, in cui ogni impulso ha un'ampiezza conosciuta e costante pari a V, e durata dt; ognuno di essi ha pertanto un integrale noto pari a Vdt. Varia però l'intervallo di separazione: l'intervallo tra gli impulsi è determinato dall'anello di retroazione in modo tale che un ingresso di tensione bassa produca un intervallo lungo tra gli impulsi, mentre un livello alto di tensione in ingresso produca un intervallo breve. In effetti, a meno di errori negli switch, l'intervallo tra gli impulsi è proporzionale all'inverso della media della tensione di ingresso durante l'intervallo e pertanto, l'intervallo ts è un campione della media della tensione di ingresso proporzionale a V/ts. L'anello di reazione è costruito in modo tale che l'integrale dell'ingresso sia associato all'integrale del treno di impulsi.
Il conteggio finale sull'uscita rappresenta la digitalizzazione della tensione di ingresso, e si determina contando gli impulsi prodotti nel modo descritto sopra in un determinato periodo di tempo pari a Ndt; il conteggio che si ottiene è Σ. L'integrale del treno di impulsi è ΣVdt, che viene prodotto durante un intervallo di durata Ndt e pertanto il valor medio della tensione di ingresso nel periodo considerato è VΣ/N; essendo questo il valor medio delle medie, è soggetto a una piccola varianza. L'accuratezza raggiunta dipende dall'accuratezza con cui si conosce V e la precisione (o risoluzione) sta all'interno del tempo di un singolo conteggio in N.
Gli impulsi detti sopra possono essere trattati come una funzione δ (delta) di Dirac in un'analisi formale, e il conteggio è definito come Σ (sigma). Sono questi impulsi ad essere trasmessi per la modulazione sigma-delta; nella conversione analogico-digitale, invece, essi sono conteggiati per calcolare la somma Σ.

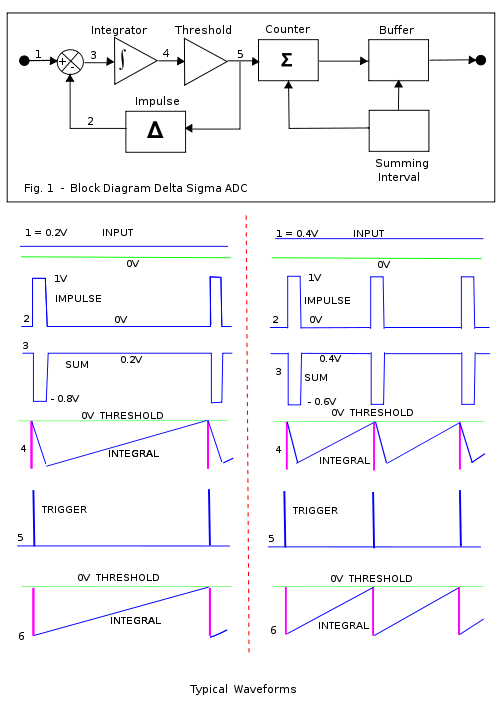
Fig. 1: diagramma a blocchi e forme d'onda di un ADC sigma-delta.

Fig. 1a: effetto degli impulsi di clock

La figura 1 rappresenta un diagramma a blocchi semplificato dell'analogo di un convertitore digitale realizzato con sigma-delta
Sotto il diagramma a blocchi vi sono le forme d'onda nei punti etichettati da 1 a 5 per un ingresso di 0,2 V sulla sinistra e di 0,4 V sulla destra.
Nella maggior parte delle applicazioni pratiche, l'intervallo di somma è maggiore, se comparato con la durata dell'impulso e per i segnali che rappresentano una frazione significativa del fondo scala, la variabile separazione degli intervalli è piccola, se comparata con l'intervallo di somma. Il teorema del campionamento di Nyquist-Shannon impone l'acquisizione di almeno due campioni per periodo, per riuscire a ricostruire il segnale di ingresso. I campioni appropriati, secondo questo criterio, sono due conteggi successivi Σ presi in due intervalli di somma contigui. L'intervallo di somma, che deve accomodare un gran numero di conteggi per ottenere la precisione voluta, è inevitabilmente lungo, e pertanto il convertitore può operare solo a frequenze relativamente basse. Risulta pertanto conveniente rappresentare la tensione di ingresso (1) come costante su un intervallo di alcuni impulsi.
Considerando dapprima le forme d'onda sulla sinistra: la tensione (1) è l'ingresso, e in questo breve intervallo, è costante a 0,2 V. Il treno di impulsi a delta è mostrato in (2) e la differenza tra (1) e (2) è rappresentata in (3). Questa differenza viene integrata per produrre la forma d'onda (4); il rivelatore di soglia genera un impulso (5) che ha inizio quando l'onda (4) attraversa la soglia e che ha termine quando (4) ridiscende al di sotto della soglia. All'interno dell'anello, (5) fa da trigger per il generatore di impulsi, ed all'esterno del loop, incrementa il contatore. L'intervallo in cui avviene la somma è un tempo prefissato: quando questo raggiunge il massimo, il contatore viene resettato. 
È necessario che il rapporto tra la durata dell'impulso e l'intervallo di somma sia uguale al massimo conteggio (full scale range); è allora possibile che la durata dell'impulso e l'intervallo di somma siano definiti dallo stesso clock, ovviamente tramite un'opportuna scelta della logica e dei contatori. Ciò porta il vantaggio che nessun intervallo deve essere definito con precisione assoluta, dato che risulta importante solo il rapporto. Pertanto, per ottenere l'accuratezza complessiva, è necessario solamente che l'ampiezza dell'impulso sia definita accuratamente.
Alla destra della figura, l'ingresso è ora di 0,4 V e la somma, durante l'impulso, vale -0,6 V rispetto a -0,8 V della parte sinistra. Pertanto, la pendenza negativa durante l'impulso è minore a destra rispetto a sinistra.
Inoltre la somma vale 0,4 V a destra durante l'intervallo, rispetto agli 0,2 V della parte a sinistra. La pendenza positiva al di fuori dell'impulso è pertanto più alta a destra che a sinistra.
L'effetto risultante è che l'integrale (4) attraversa la soglia più velocemente a destra che a sinistra; un'analisi completa mostrerebbe che in effetti, l'intervallo di attraversamento della soglia a destra è la metà rispetto a quanto avviene a sinistra. Pertanto la frequenza degli impulsi è raddoppiata; si vede quindi che il conteggio a destra ha il doppio della velocità rispetto al conteggio a sinistra.
La costruzione delle forme d'onda illustrate in (4) è possibile anche tramite i concetti associati alla funzione delta di Dirac, dato che tutti gli impulsi con ugual ampiezza producono per definizione, una volta integrati, lo stesso gradino di tensione. Allora (4) viene costruita usando uno scalino intermedio (6) in cui ogni impulso integrato viene rappresentato da uno scalino di ampiezza assegnata, che decade verso lo zero con velocità stabilita dalla tensione in ingresso. L'effetto della durata finita dell'impulso è mostrata in (4) tramite una linea che parte dalla base del gradino a zero volt, per intersecare il decadimento da (6) alla durata completa dell'impulso.
Come detto, la Figura 1 rappresenta un semplice diagramma a blocchi dell'ADC Sigma-Delta, in cui i vari elementi funzionali sono stati separati; il diagramma è indipendente da qualsiasi implementazione particolare. Molte applicazioni particolari cercano di definire la durata dell'impulso e l'intervallo di somma dal clock stesso, come discusso sopra, ma in modo tale che l'inizio dell'impulso sia ritardato fino al successivo fronte del clock. L'effetto di questo ritardo è mostrato in Figura 1a, per una sequenza di impulsi generata ogni 2,5 cicli di clock. Sono rappresentati prima gli impulsi generati immediatamente non appena la soglia viene superata, e poi gli impulsi ritardati dal clock.